# Niwa, Aichi
Niwa-gun (丹羽郡; Đan Vũ quận) là một huyện nằm trong tỉnh Aichi, Nhật Bản.
Tại thời điểm 2003, huyện này có dân số ước tính khoảng 53.576 người và mật độ dân số khoảng 2.163,81 người trên km². Tổng diện tích là 24,76 km².

## Thị xã và làng
- Fusō
- Ōguchi